# آندژی بارانسکی
آندژی بارانسکی (لهستانی: Andrzej Barański؛ زادهٔ ۲ آوریل ۱۹۴۱) یک کارگردان فیلم و فیلم‌نامه‌نویس اهل لهستان است.
فیلم او «زندگی یک جوان مجرد در خارج» در ۱۸مین جشنواره بین‌المللی فیلم مسکو به‌نمایش درآمد.